# Гаррі Вос
Гаррі Вос (нід. Harry Vos, нар. 4 вересня 1946, Гаага — пом. 19 травня 2010, Делфт) — нідерландський футболіст, захисник.
Насамперед відомий виступами за клуби «АДО Ден Гаг» та «Феєнорд».

## Клубна кар'єра
У дорослому футболі дебютував 1965 року виступами за «АДО Ден Гаг», в якому провів п'ять сезонів, взявши участь у 148 матчах чемпіонату. Більшість часу, проведеного у складі «АДО Ден Гаг», був основним гравцем захисту команди.
Протягом 1970—1971 років захищав кольори ПСВ.
1971 року перейшов до «Феєнорда», за який відіграв ще 6 сезонів. Завершив професійну кар'єру футболіста виступами за «Феєнорд» у 1977 році

## Виступи за збірну
1974 року був включений до складу збірної на чемпіонаті світу 1974 року у ФРН, де разом з командою здобув «срібло». Проте на поле у складі збірної жодного разу за кар'єру не виходив.
Помер 19 травня 2010 року від раку на 64-му році життя у місті Делфт.

## Титули і досягнення
- Чемпіон Нідерландів (1):

«Феєнорд»: 1973–74
- Володар Кубка Нідерландів (1):

«АДО Ден Гаг»: 1967–68
- Володар Кубка УЄФА (1):

«Феєнорд»: 1973–74
- Віце-чемпіон світу: 1974